# Norrbottenspets
Norrbottenspets är en svensk jakthund med ursprung från de nordliga delarna av Norden och Ryssland. Den är en skällande fågelhund som hör till de nordiska jaktspetsarna. Jämfört med finsk spets är norrbottenspetsens päls ljusare, och rasen präglas av en annan mentalitet.

## Historia
Rasstandarden skriver att norrbottenspetsen troligen härstammar från små lajkor som redan under förhistorisk tid fanns hos jägarfolk inom Nordkalottområdet. Den har varit mycket populär i norra Skandinavien, där den har använts för att jaga skogshöns, sobel, mård, hermelin och ekorre med mera. 1912 publicerade Svenska Kennelklubben (SKK) på initiativ av sekreteraren Hugo Samzelius (1867-1918) ett första utkast till rasstandard. När skinnpriserna sjönk efter första världskriget blev rasen mindre populär och den var nära att försvinna. 1936 registrerades det sista två exemplaren och 1948 registrerade SKK den som utdöd. Under början av 1960-talet återfanns den dock på ensliga gårdar i Norrbottens inland, där de använts som sällskapshundar och gårdshundar. 1963 bildades en fågelhundssektion inom Norrbottens älgjägarförbund, vilken var grunden till den nuvarande specialklubben. 1967 hölls en mönstring med strax över hundra hundar, varav cirka hälften bedömdes vara tillräckligt rastypiska. Samma år blev rasen på nytt erkänd av SKK. Norrbottenspetsen är ingen stor ras till antalet, det registreras runt 150 valpar om året hos Svenska Kennelklubben. Antalet är högre i Finland där ungefär 400 valpar registreras av Finska Kennelklubben årligen.

## Egenskaper
Norrbottenspetsen används idag precis som den finska spetsen främst som skällande fågelhund, där hunden ställer fågel i ett träd med så kallat ståndskall. Rasen används förutom till skogsfågel även till jakt på klövvilt som älg och vildsvin, jakt efter smårovvilt som mård, mink, grävling och mårdhund och mer sällan björnjakt. För att bli utställningschampion måste den meritera sig på jaktprov för skällande fågelhund. Norrbottenspetsen passar även till eftersök.

## Utseende
Enligt rasstandarden skall norrbottenspetsen vara en liten och lätt rektangulär spetshund. Muskulaturen är stram och torr. Huvudet bärs högt och svansen är löst ringlad över ryggen. Färgen är oftast vit med gula eller röd-bruna väl avgränsade fläckar men fläckar i andra färger accepteras.  

## Hälsa
Norrbottenspetsen är en förhållandevis frisk ras. Enligt Agrias stora hundundersökning kräver norrbottenspetsen minst veterinärvård och rasen ligger trea på listan över de raser som blir äldst. Ögonsjukdomarna katarakt och PRA samt patella luxation och epilepsi förekommer men i mycket liten skala.